# Saint-Affrique-les-Montagnes
Saint-Affrique-les-Montagnes é uma comuna francesa na região administrativa da Occitânia, no departamento de Tarn. Estende-se por uma área de 7.86 km², e possui 725 habitantes, segundo o censo de 2018, com uma densidade de 92 hab/km².